# Millerowie (serial telewizyjny)
Millerowie (ang. The Millers) – komediowy amerykański, serial telewizyjny wyprodukowany przez CBS. Serial jest emitowany od 3 października 2013 roku..  Pomysłodawcą serialu jest Greg Garcia
W Polsce serial jest dostępny w usłudze Seriale+. 
Od 19 marca 2014 serial będzie także emitowany przez Universal Channel

 14 listopada 2014 roku, stacja CBS ogłosiła anulowanie serialu po 2 sezonie

## Fabuła
Serial skupia się wokół Toma Millera, który jest świeżo po rozwodzie. Jego rodzice mają także swoje problemy małżeńskie, gdy dowiadują się o rozwodzie syna, sami postanawiają się rozstać. Matka wprowadza się do Toma, a ojciec do jego siostry, z czym wiążą się zabawne perypetie. 

## Obsada
- Will Arnett jako Nathan Miller
- Beau Bridges jako Tom Miller
- Margo Martindale jako Carol Miller
- J.B. Smoove jako Ray
- Jayma Mays jako Debbie
- Nelson Franklin jako Adam
- Eve Moon jako Mykayl
- Sean Hayes jako Kip Withers[4]

## Gościnne występy
- Jerry van Dyke jako Bud, ojciec Carol[5]
- June Squibb jako Blanche, matka Carol[5]

## Odcinki
| Sezon | Sezon | Odcinki | Oryginalna emisja    | Oryginalna emisja | Oryginalna emisja | Oryginalna emisja | Oryginalna emisja |
| Sezon | Sezon | Odcinki | Premiera sezonu      | Finał sezonu      | Premiera sezonu   | Finał sezonu      |                   |
| ----- | ----- | ------- | -------------------- | ----------------- | ----------------- | ----------------- | ----------------- |
|       | 1     | 23      | 3 października 2013  | 15 maja 2014      | 1 stycznia 2014   | 4 czerwca 2014    |                   |
|       | 2     | 11      | 30 października 2014 | 18 lipca 2015     | 1 stycznia 2015   | 12 marca 2015     |                   |